# Цмівка (село)
Цмі́вка — село в Україні, у Михайлюцькій сільській громаді Шепетівського району Хмельницької області. Населення становить 216 осіб (2007). 

## Географія
Село розташоване на річці Цмівка, лівій притоці Смолки (басейн Случі). З селом Михайлючкою пов'язана асфальтованою дорогою.

## Історія
У 1906 році село Хролинської волості Ізяславського повіту Волинської губернії. Відстань від повітового міста 42 верст, від волості 12. Дворів 95, мешканців 484.

## Галерея

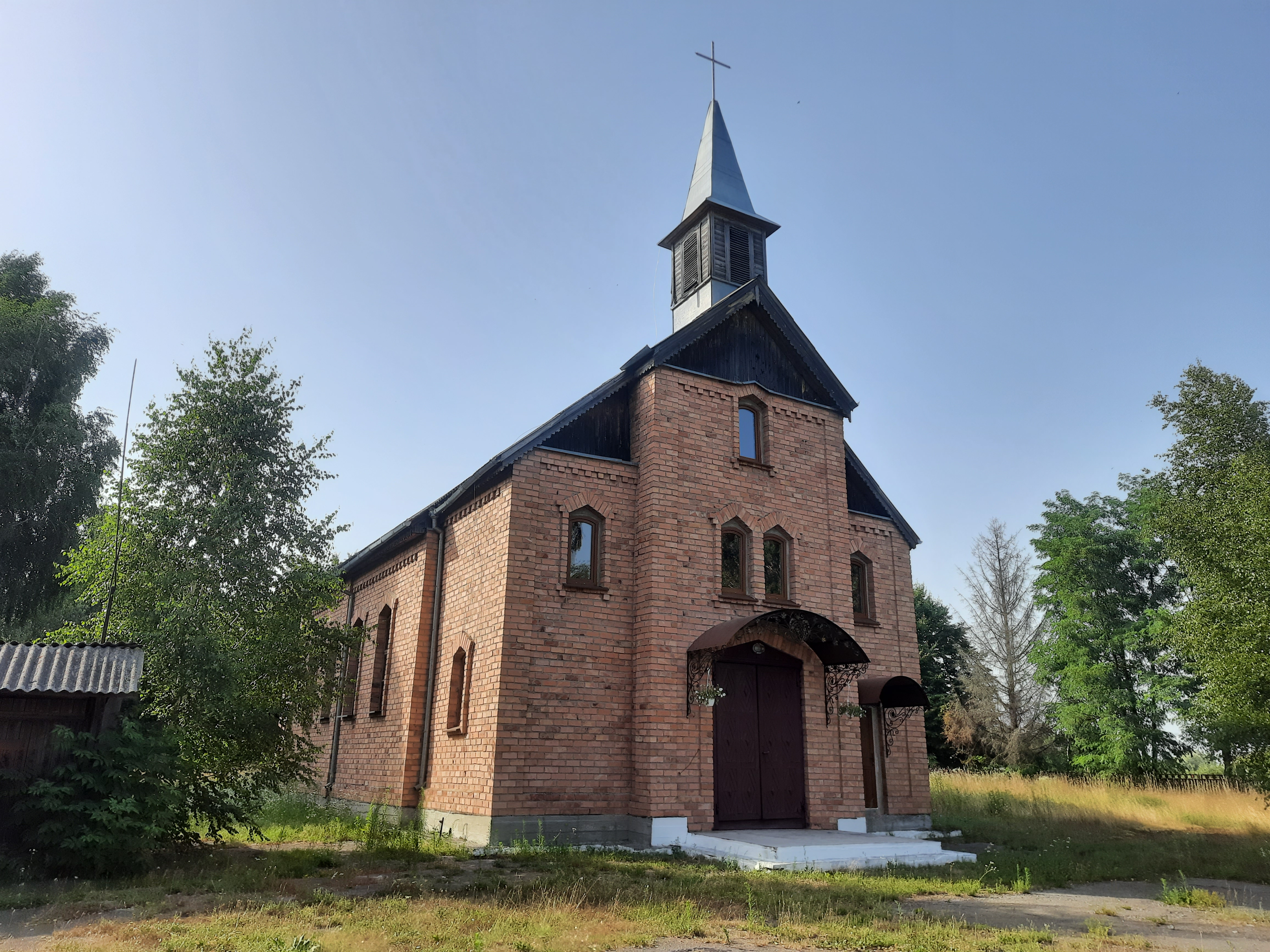
Костел Преображення Господнього
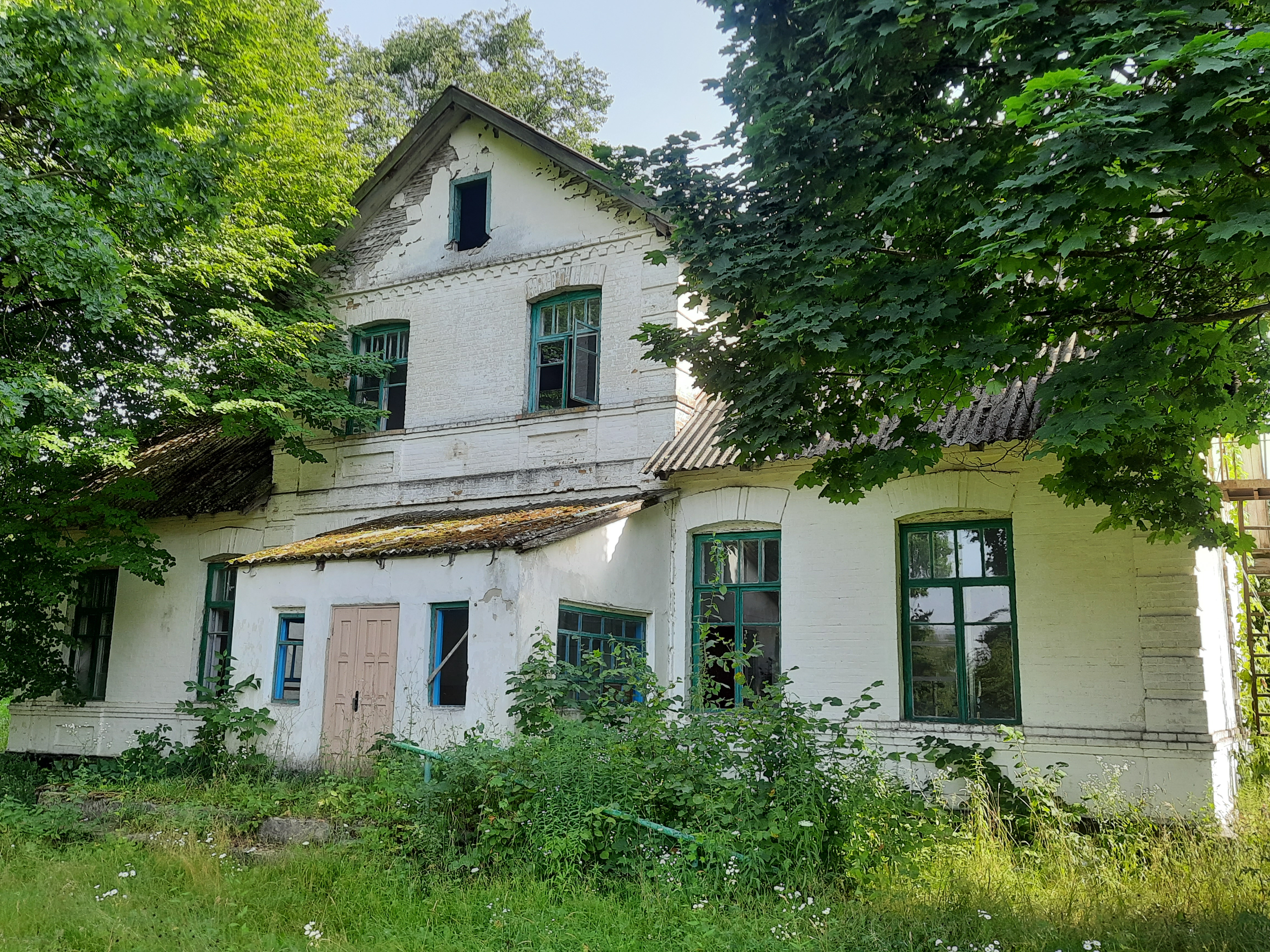
Колишня панська садиба
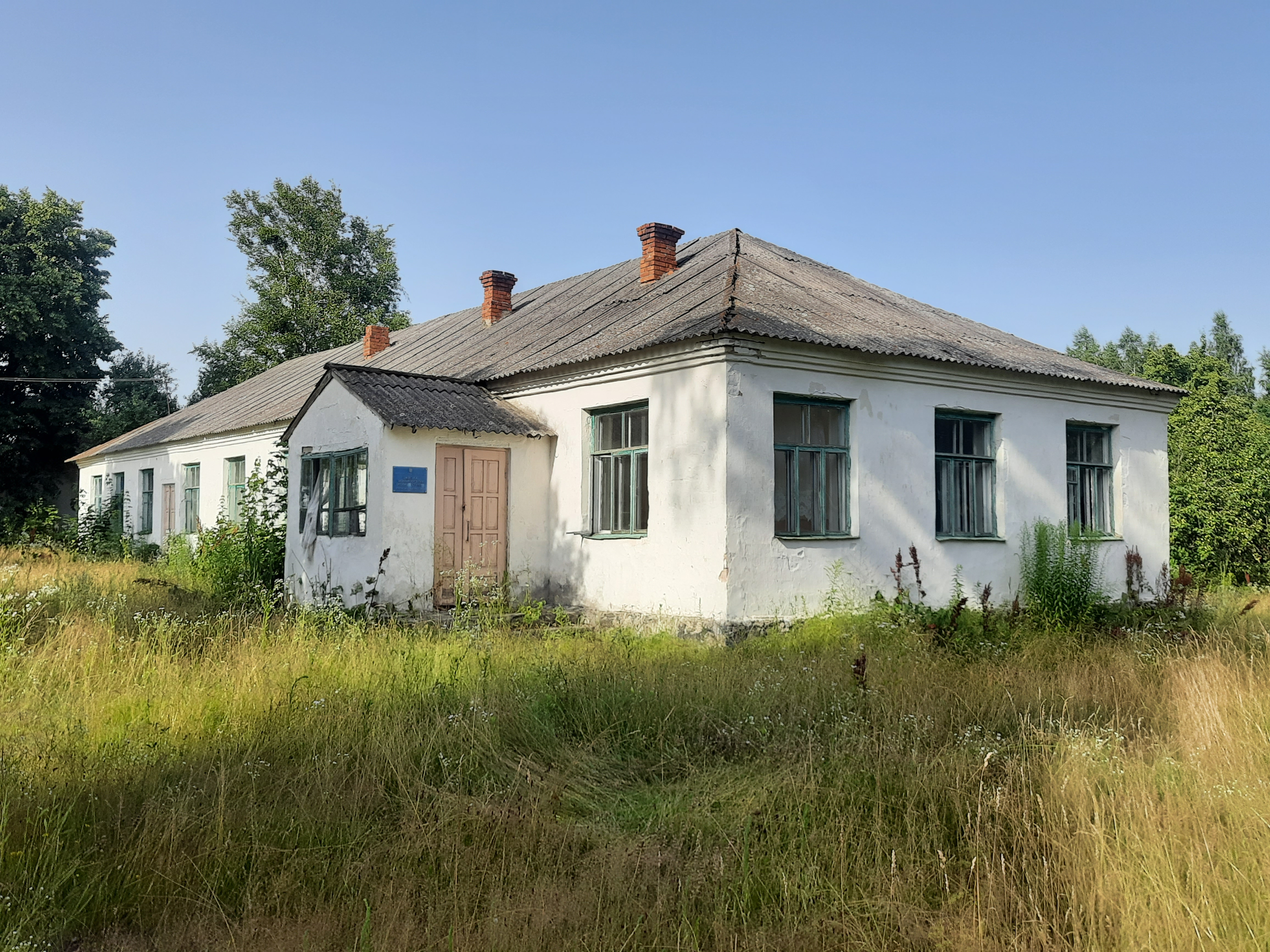
Школа
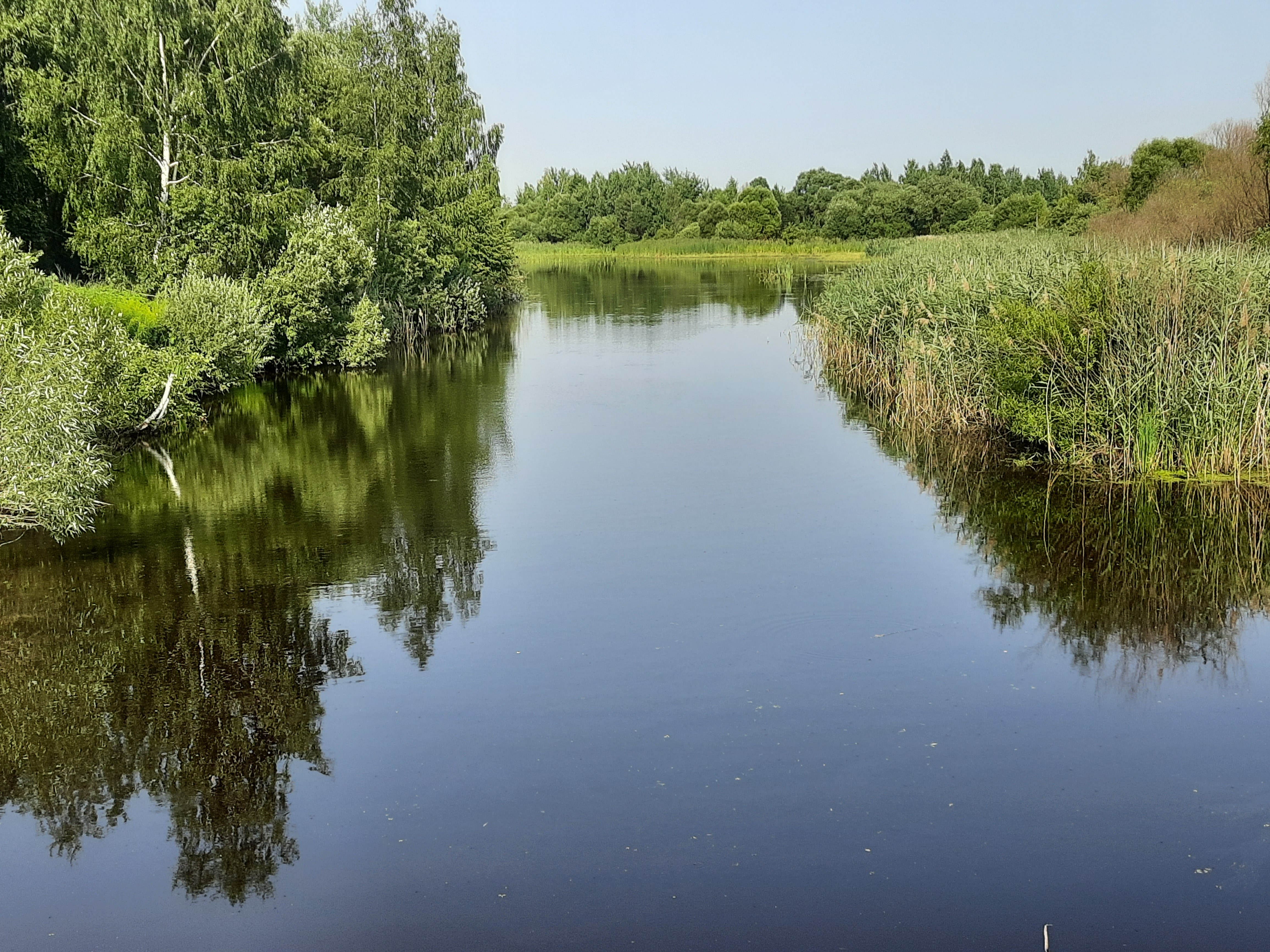
Став біля села